# Protujunak
Protujunak  ili antijunak likovna je vrsta koje se u književnosti, filmovima i stripovima često rabi. Dok klasični junak pokazuje uobičajeno superiorne kvalitete, protujunaci su obično inferiorni u odnosu na čitatelja. Dok glavni lik (protagonist) priče poziva na identifikaciju kroz svoj superiorni karakter, um ili moralnu snagu, protujunak ili antijunak kroz svoju slabost budi simpatiju.
U priči koja nema konvencionalne junačke osobine i atribute poput idealizma, hrabrosti i morala. Iako antiheroji ponekad mogu izvoditi radnje koje su moralno ispravne, to ne čine uvijek iz pravih razloga, često djelujući prvenstveno iz vlastitog interesa ili na načine koji prkose konvencionalnim etičkim kodeksima.
Protujunak raskida s mogućnošt eskapizma, u kojem čitatelj može projicirati svoj san na glavnog lika, jednako jak, lijep, hrabar ili pametan kao junak povijesti. Za to su antijunaci obično složeniji, dublji i preciznije crtani likovi, jer se tu mogu prikazati i slabosti figure.

## Primjeri u literaturi
- Homerov Thersites u klasičnoj grčkoj drami
- Don Quijote.

Pojam antijunak prvi je put rabljen 1714., a u drugoj polovici 18. stoljeća rabljen je u djelima kao što je Rameauov nećak.
Huckleberry Finn (1884) nazvan je "prvi protujunak u američkom vrtiću".
Antijunak je postao istaknut u egzistencijalističkim djelima početkom 20. stoljeća kao što je Metamorfoza Franza Kafke ili Albert Camusov L'Étranger (1942).